# DAV (Zeitschrift)
DAV (deutsch: "Menschenmenge") war eine tschechoslowakische Zeitschrift, die mit Unterbrechungen von 1924 bis 1937 beziehungsweise 1938 zunächst in Prag, später in Bratislava erschien. Der Name ist zugleich ein Akronym aus den Vornamen der Herausgeber Daniel Okáli, Andrej Sirácky und Vlado Clementis. An der Gründung war auch der marxistische Literaturkritiker Eduard Urx (1903–1942) beteiligt. Um die Zeitschrift bildete sich eine als Davisten (slowakisch: davisti, tschechisch: davisté) bezeichnete Gruppe von sozialistisch orientierten, der KPTsch nahestehenden Politikern und Kulturschaffenden, zu der u. a. Peter Jilemnický, Ján Robert Poničan und Ladislav Novomeský gehörten.
Wegen ihrer Differenzen mit den dogmatischen KP-Funktionären der Prager KPTch wurden einige der DAV-Aktiven 1954 in dem sog. Prozess mit bürgerlichen Nationalisten zu langjährigen Haftstrafen verurteilt.

## Kontinuität
Dem Zwischenkriegs-DAV folgt das DAV-DVA-Projekt. DAV DVA veröffentlicht Originaltexte, Bücher und Kunstwerke von DAV.